# Half-Life 2: Episode One
Half-Life 2: Episode One est un jeu vidéo de tir à la première personne, développé par Valve Corporation et sorti le 1er juin 2006 sur PC. Succédant directement à Half-Life 2, il s'agit du premier opus d'une trilogie d'épisodes.

## Histoire
Half-Life 2 avait laissé Gordon Freeman aux côtés d'Alyx Vance, pendant l'explosion du téléporteur de la Citadelle. Secouru par le G-Man, Freeman est sur le point d'être remis une fois de plus en stase par celui-ci. Néanmoins, des Vortigaunts violets interviennent pour contrecarrer les plans du G-Man et libérer Gordon de son emprise, en le téléportant avec Alyx au pied de la Citadelle en flammes.

### Chapitre 1:Nul besoin de s'alarmer…
Episode One débute alors que Freeman est sorti des décombres de la Citadelle par Chien et Alyx. Alyx parvient à contacter son père Eli Vance par radio. Celui-ci est parti avec le Dr Kleiner se réfugier à White Forest, la base rebelle située à des kilomètres de là, dans la campagne de Cité 17. Kleiner informe Gordon et Alyx que le noyau nucléaire qui alimente la Citadelle est endommagé et va bientôt entrer en fusion, provoquant une gigantesque explosion qui dévastera Cité 17 et ses alentours. Gordon et Alyx doivent donc immédiatement retourner dans la Citadelle pour stabiliser le noyau et ainsi retarder l'explosion, ce qui leur laissera un peu plus de temps pour quitter la ville.

### Chapitre 2:Intervention directe
Gordon et Alyx s'enfoncent alors dans les profondeurs de la Citadelle et parviennent jusqu'au réacteur. Grâce à sa combinaison de protection HEV, Gordon peut pénétrer dans le réacteur et réussit à stabiliser le noyau de la Citadelle, empêchant par la même occasion les forces terrestres du Cartel d'envoyer une transmission dans l'espace. Alyx réussit à copier cette transmission, en même temps qu'elle découvre que Judith Mossman a échappé à une attaque dans une base arctique où elle cherchait l'emplacement d'un « Projet ».

### Chapitre 3:Les bas-fonds
Alyx et Gordon s'enfuient de l'infrastructure dans un train rempli de stalkers, des humains modifiés et réduits en esclavage par le Cartel. Le train déraille, et les deux personnages échouent dans les souterrains désaffectés de la ville, infestés de zombies et de fourmilions. Ils parviennent finalement à un ascenseur qui les ramène à la surface, au cœur d'une Cité 17 dévastée.

### Chapitre 4:Fuite urbaine
L'endommagement de la Citadelle a fragilisé les défenses de la ville qui est envahie par la faune extérieure comme les fourmilions et les crabes de tête. De plus, la rébellion contre le Cartel continue et les écrans de propagande de Wallace Breen disséminés dans Cité 17 diffusent désormais en boucle un appel du docteur Kleiner expliquant la situation critique aux citoyens et les exhortant à s'enfuir rapidement de la ville par la gare.
Dans ce chaos, Alyx et Gordon doivent se frayer un chemin pour rejoindre les résistants qui se regroupent à l'autre extrémité de la ville. Arrivés au point de rassemblement, ils retrouvent Barney qui leur donne rendez-vous à la gare où les résistants s'organisent pour l'évacuation. La route passe par un hôpital, qui mène directement à la gare.

### Chapitre 5:Sortie 17
Alyx et Gordon parviennent enfin à la gare où l'évacuation s'organise. Ils retrouvent Barney Calhoun et l'aident à évacuer les derniers citoyens en train. Gordon et Alyx laissent Barney et le train d'évacuation quitter la ville et décident de rester en arrière pour retarder le Cartel. Après une dernière bataille, ils s'enfuient tous les deux en empruntant un dernier train. Alors que leur train quitte à peine la ville, la Citadelle entre dans sa phase d'auto-destruction et entame la transmission. L'onde de choc provoquée par la gigantesque explosion de la Citadelle rattrape rapidement le train de Gordon et Alyx, qui est alors pris d'une violente secousse.
La suite de l'histoire est découverte dans Half-Life 2: Episode Two.

## Système de jeu
Half-Life 2: Episode One est une extension de Half-Life 2 et reprend donc le même système de jeu. Le jeu reste donc un jeu de tir à la première personne classique dans lequel le joueur évolue à travers des niveaux linéaires en éliminant les ennemis sur son passage. L'extension comprend quatorze niveaux, divisés en cinq chapitres, et se déroule exclusivement dans la Citadelle et Cité 17.
Le joueur incarne toujours Gordon Freeman, et non un nouveau personnage comme c'est le cas dans les extensions du premier Half-Life. Par rapport à Half-Life 2, le joueur obtient le pistolet anti-gravité dès le début du jeu, celui-ci étant la seule arme à disposition pendant la première partie du jeu. Aucune nouvelle arme ne fait son apparition et un seul nouveau véritable ennemi est présent.
Le jeu met l'accent sur la coopération entre Gordon Freeman et Alyx Vance. Tout au long du jeu, Gordon est accompagné par Alyx et de nombreuses situations exploitent cet aspect.

## Développement
« C'est assez ironique que bien qu'une bonne partie du thème d’Half-Life 2 concerne d'autres personnages et d'autres peuples, vous passiez la majorité du jeu tout seul. »
Half-Life 2: Episode One est le premier volet d'une trilogie d'épisodes qui fait office de suite à Half-Life 2, sorti en 2004. En février 2006, Valve annonce qu'une trilogie d'épisodes couvrant un même arc narratif est en développement. Alors que le scénario des deux premiers Half-Life ont été écrits uniquement par Marc Laidlaw, l'histoire des épisodes est toujours sous la supervision de Marc Laidlaw, mais est le fruit d'une écriture collaborative entre Marc Laidlaw, Chet Faliszek, et Erik Wolpaw.
Dans Episode One, l'accent est mis sur le développement des personnages, et notamment sur le personnage d'Alyx Vance qui accompagne Gordon Freeman tout au long du jeu. Marc Laidlaw explique qu’Episode One développe les évènements qui ont été déclenchés dans Half-Life 2 : la Citadelle a été gravement endommagée, Cité 17 est sur le point de disparaître, et Gordon et Alyx doivent mener l'évacuation de la ville qui se prépare.
Il est ensuite confirmé que le joueur reprend le contrôle de Gordon Freeman, et non un autre personnage comme c'était le cas dans les extensions du premier Half-Life. De plus, Valve décide de s'occuper lui-même du développement du jeu, contrairement aux précédentes extensions qui étaient réalisés en collaboration avec des studios extérieurs, parce que le studio est déjà familier à la technologie et aux outils de construction d’Half-Life 2.
La coopération avec Alyx étant au centre du jeu, l'intelligence artificielle du personnage a été revue pour lui permettre de réagir aux actions du joueur. Ainsi, Alyx commente désormais les interactions du joueur avec le décor ou les objets. Elle joue également un rôle important dans l'intrigue en exposant régulièrement la situation et en donnant la marche à suivre au joueur. Pour les développeurs, le but est de créer un véritable compagnon au joueur, mais aussi de veiller à ce qu'il ne gêne pas les actions du joueur. Pour y arriver, Valve a dû fréquemment réduire les interventions et les dialogues d'Alyx le long du jeu, afin que le joueur ne se sente pas oppressé dans sa progression et finisse par souhaiter qu'elle ne soit pas là. Certains moments du jeu laisse le joueur surmonter des obstacles à lui seul ; Alyx se contente alors d'observer et de féliciter Gordon pour son héroïsme.
De nombreux testeurs ont été employés par Valve pendant tout le développement du jeu afin de jauger continuellement l'efficacité des évènements scénaristiques in-game ainsi que la difficulté.